# دیما بن‌نجم
دیما بن‌نجم، روستایی از توابع بخش مرکزی شهرستان خرمشهر در استان خوزستان ایران است.

## جمعیت
این روستا در دهستان غرب کارون قرار دارد و براساس سرشماری مرکز آمار ایران در سال ۱۳۸۵، جمعیت آن ۷۳۸ نفر (۱۳۶خانوار) بوده‌است.